# Червена
Червѐна е село в Северна България, община Свищов, Велико Търново.

## География
Село Червена се намира в средната част на Дунавската хълмиста равнина, в най-южната част на община Свищов, на около 27 km югозападно от град Свищов, 7 km североизточно от град Левски и 45 km северозападно от областния център град Велико Търново. В близост до него са селата: северно – Морава на около 7 km и Овча могила на около 6 km; Горна Студена – на около 10 km източно; Сломер на около 6 km югоизточно и Варана – на около 3 km южно.
Климатът е умерено континентален при средногодишна температура на въздуха около 12 °C.
Северно от Червена минава в направление запад – изток първокласен републикански път – част от Европейски път Е83, водещ на запад през Българене и Обнова за Плевен, а на изток – покрай Горна Студена и през Масларево и Пейчиново към връзка с Европейски път Е85. Общинският път, който на юг води през Варана към град Левски, на север от Червена пресича на 2 km от селото първокласния път, на около километър след кръстовището навлиза в Овча могила и по-нататък се разклонява към Драгомирово и Морава.
В най-югоизточния край на село Червена, при около 132 – 134 m надморска височина, извира река Барата. Реката тече покрай източната – ниската, страна на селото в посока север, към село Овча могила. Надморската височина расте на запад, като в югозападния край на селото достига около 160 m.
Населението на село Червена , наброявало 1277 души към 1934 г., нараства до 1406 души към 1946 г., след което постоянно намалява – бързо до 597 души към 1985 г. и относително по-бавно – до 301 души към 2018 г.
Село Червена е в Северния централен регион (район) за планиране на България.

## История
Селото се споменава като Скравена в османски регистри от 1479/80 година, като по това време е павликянско село с 19 домакинства. По-късно жителите му приемат католицизма, но през 1725 – 1735 г. се изселват в Банат, а на тяхно място се заселват мюсюлмани, изселили се впоследствие при Освобождението.
Селото е възстановено през 1880 г. от заселници от Стара планина. Името му идва – предполагаемо – от многото макови полета на това място. Друга версия за името гласи, че по време на османската власт турците, които тръгвали от град Свищов на път за Велико Търново, първо минали през село Овча Могила и взели много овце (именно и от там идвало името на село Овча могила), минали през селото с бъдещо име „Червена“, където заклали овцете. Заради изтеклата кръв центърът на селото почервенял и от там идвало и името. Накрая стигнали в село Варана и там сварили закланите овце.
Въпреки малкото население на селото, то си остава духовно енергиен и културен център на селата Овча могила, Трънчовица и Варана.
През периода 1922 – 1960 г. в село Червена е действало Народно основно училище „Кирил и Методий“, открито през 1922 г. като прогимназия. От 1920 до 1933 г. има и училищно настоятелство. От 1986 до 1997 г. училището е действало като Начално училище „Св. св. Кирил и Методий“.
Създаденото от Христо Милков, първи председател през 1946 г. ТКЗС „Червена звезда“ в село Червена е просъществувало под различни форми и наименования до 1993 г.

## Население
Преброяване на населението през 2011 г.
Численост и дял на етническите групи според преброяването на населението през 2011 г.:
|                     | Численост | Дял (в %) |
| Общо                | 376       | 100,00    |
| Българи             | 245       | 65,15     |
| Турци               | 23        | 6,11      |
| Цигани              | 31        | 8,24      |
| Други               | 0         | 0,00      |
| Не се самоопределят | 0         | 0,00      |
| Неотговорили        | 67        | 17,81     |

## Обществени институции
Село Червена към 2019 г. е център на кметство Червена.
Църквата „Света Параскева“ е православна, към 2019 г. е действаща само на големи религиозни празници.
Читалище „Христо Ботев – 97“ в село Червена към 2019 г. е действащо.
В село Червена има пощенска станция.

## Редовни събития
Събор на първата събота на ноември.
На събора традиционно се приготвя пилешка чорба (с 3 пилета и 10 яйца за застройване), пълнени чушки и други традиционни ястия за областта.

## Личности
Известни личности родени в селото са:
- Камен Крумов – художник в град Свищов, с над 10 самостоятелни изложби, както в България, така и в чужбина.